# Georg Ernst Wilhelm Crome
Georg Ernst Wilhelm Crome (* 28. März 1781 in Einbeck; † 2. Mai 1813 in Möglin, Mark Brandenburg) war ein deutscher Agrarwissenschaftler. Sein offizielles botanisches Autorenkürzel lautet „Crome“.

## Leben und Wirken
Crome wuchs in Lüneburg auf, wo er den Beruf des Apothekers erlernte. In seinem Vaterhaus lebte seit 1788 auch sein Vetter, der spätere Afrikaforscher Friedrich Konrad Hornemann. Crome immatrikulierte sich 1806 an der Georg-August-Universität Göttingen für Pharmazie und Medizin. 1808 ging er als Lehrer für Naturwissenschaften an das Landwirtschaftliche Lehrinstitut Albrecht Daniel Thaers nach Möglin (Landwirtschaftliche Akademie Möglin). Hier trug er den Titel eines „Königlich Preußischen Professors“. Am 14. Mai 1809 heiratete er Caroline Thaer (1788–1845), die Tochter Thaers; der einzige Sohn Karl aus dieser Ehe verstarb früh. Bereits im Alter von 32 Jahren verstarb Crome an Typhus.
Trotz dieser kurzen Lebensspanne war Crome ein außerordentlich produktiver Wissenschaftler. Vor seiner Göttinger Studienzeit beschäftigte er sich vor allem mit der botanischen Systematik von Moosen. In Möglin standen Boden- und Pflanzenanalysen im Vordergrund. Viele seiner Forschungsergebnisse veröffentlichte er in der von Thaer herausgegebenen Zeitschrift Annalen der Fortschritte der Landwirthschaft in Theorie und Praxis. Von seinen Büchern sind ein mehrbändiges Handbuch der Naturgeschichte für Landwirthe und auch ein Gedichtband hervorzuheben.
Cromes bedeutendste wissenschaftliche Leistung ist das 1812 erschienene Buch „Der Boden und sein Verhältniß zu den Gewächsen“. Aufgrund sorgfältiger Beobachtungen im Gelände und unter Berücksichtigung grundlegender Wachstumsfaktoren, wie z. B. Temperatur, Licht und Bodenzustand, hat Crome hier als erster den Zeigerwert wildwachsender Pflanzenarten als Hilfsmittel für die Standortbeurteilung beschrieben. Der ökologische Wert von Zeigerpflanzen für den Landbau und für die Landschaftspflege ist von der Wissenschaft erst in der zweiten Hälfte des 20. Jahrhunderts, vor allem von dem Geobotaniker Heinz Ellenberg „wiederentdeckt“ und systematisch erforscht worden.

## Schriften (Auswahl)
- Sammlung deutscher Laubmoose. Schwerin 1803; 1. Nachlieferung ebd. 1805, 2. Nachlieferung ebd. 1806.
  - Johann Jacob Hartenkeil: Medicinisch-chirurgische Zeitung, Ausgabe 2, 18. April 1808, S. 76ff. Digitalisat, (enthält den Hinweis, dass man diesen Aufsatz auch bei Hoppe's [Botanisches] Taschenbuch findet.)
  - Vermischte Bemerkungen über die Laubmoose, von Herrn Crome. In: David Heinrich Hoppe: Botanisches Taschenbuch für Anfänger dieser Wissenschaft und Apothekerkunst auf das Jahr 1804, Regensburg, S. 26–38.
- Handbuch der Naturgeschichte für Landwirthe. Tl. 1 Hannover 1810; Tl. 2 ebd. 1811; Tl.3 (in drei Bänden) – posthum erschienen ebd. 1816 u. 1817.
  - Rezension: Botanik. In: Neue Leipziger Literaturzeitung, 34. Stk., 20. März 1811, Sp. 536 Digitalisat
- Gedichte. Hannover 1811.
- Der Boden und sein Verhältniß zu den Gewächsen; oder: Anweisung, den Boden, vorzüglich vermöge der darauf wildwachsenden Pflanzen, kennen zu lernen und seinen Werth zu beurteilen; nebst einer Beschreibung der Mergelarten Moderarten und der Torflager. Gebrüder Hahn, Hannover 1812.